# BMW 1500

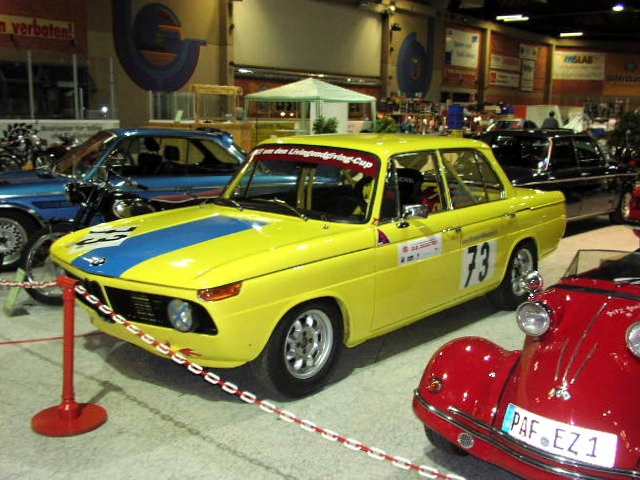
BMW 1800TI/SA

BMW 2000, fotograferad 1967.

BMW 1500/1800/2000 (ty. Neue Klasse) är en personbil, tillverkad av den tyska biltillverkaren BMW mellan 1962 och 1972.

## Bakgrund
I slutet av 1950-talet befann sig BMW i kris. Den dyra och ålderdomliga ”barockängeln” sålde dåligt och mikrobilarna Isetta och 600 hade spelat ut sin roll, nu när efterfrågan på ”riktiga” bilar ökade under det tyska undrets epok. Företaget var på väg att köpas upp av huvudkonkurrenten Daimler-Benz, men istället steg Quandt-gruppen in som storägare. BMW använde de nya resurserna till att ta fram en modern fyrcylindrig bil i mellanklassen, som presenterades på bilsalongen i Frankfurt 1961.

## Modeller

### 1500
1962 startade produktionen av BMW 1500. Bilen hade självbärande kaross och individuell hjulupphängning runt om, med MacPherson fjäderben fram och fyrledad drivaxel bak. Motorn hade överliggande kamaxel och kom att användas i utvecklad form i olika BMW-modeller under drygt tjugofem år.

### 1800
1963 kompletterades programmet med BMW 1800, med en större motor. Året därpå tillkom den starkare 1800TI, med tvåförgasarmotor. Under 1964 och 1965 tillverkades 200 exemplar av 1800TI/SA, en ren tävlingsversion som inledde BMW:s återkomst till bilsporten. Modellen var framgångsrik i standardvagnsracing. 1966 ersattes TI-versionen av tvålitersmodellen 2000. 1968 fick 1800:n en ny, kortslagig motor.

### 1600
I början av 1964 ersattes 1500:n av BMW 1600, med något större motor. Modellen tillverkades fram till 1966.

### 2000 C/CS
Se under huvudartikeln: BMW 2000CS.
1965 tillkom coupé-varianten BMW 2000 C och den starkare 2000 CS, med kaross byggd av Karmann. I slutet av 1968 fick bilen ny front och sexcylindrig motor och bytte namn till 2800 CS.

### 2000
I början av 1966 kom BMW 2000 med tvålitersmotor. Den fanns även med tvåförgasarmotor i 2000TI och den lyxiga 2000 tilux. 2000-serien skilde sig från de mindre modellerna genom stora rektangulära strålkastare och större bakljus. Den sista utvecklingen av Neue Klasse blev 2000 tii från 1969, med bränsleinsprutning från Kugelfischer. Modellen ersatte TI-varianterna.

## Motor
| Modell         | Motor               | Cylindervolym | Effekt | Bränslesystem          |
| -------------- | ------------------- | ------------- | ------ | ---------------------- |
| 1500           | 4-cyl radmotor SOHC | 1499 cm³      | 80 hk  | Enkel Solex-förgasare  |
| 1600           | 4-cyl radmotor SOHC | 1573 cm³      | 84 hk  | Enkel Solex-förgasare  |
| 1800           | 4-cyl radmotor SOHC | 1773 cm³      | 90 hk  | Enkel Solex-förgasare  |
| 1800TI         | 4-cyl radmotor SOHC | 1773 cm³      | 110 hk | Dubbla Solex-förgasare |
| 1800TI/SA      | 4-cyl radmotor SOHC | 1773 cm³      | 130 hk | Dubbla Weber-förgasare |
| 2000/2000 C    | 4-cyl radmotor SOHC | 1990 cm³      | 100 hk | Enkel Solex-förgasare  |
| 2000TI/2000 CS | 4-cyl radmotor SOHC | 1990 cm³      | 120 hk | Dubbla Solex-förgasare |
| 2000 tii       | 4-cyl radmotor SOHC | 1990 cm³      | 130 hk | Bränsleinsprutning     |